# Zygmunt Szydłowski
Zygmunt Szydłowski (zm. 18 lutego 2011) – polski chirurg, profesor nauk medycznych.

## Życiorys
W 1984 uzyskał tytuł profesora nauk medycznych. Pracował na stanowisku kierownika w Katedrze i Klinice Chirurgii Ogólnej, Gastroenterologicznej i Endokrynologicznej na I Wydziale Lekarskim Akademii Medycznej im. Piastów Śląskich.

## Odznaczenia i wyróżnienia
- Złoty Krzyż Zasługi
- Medal Uczelni
- Krzyż Kawalerski Orderu Odrodzenia Polski
- Medal "Za Zasługi" dla Województwa Legnickiego
- Medal "Zasłużony dla Województwa Wrocławskiego i Miasta Wrocławia[2]